# شوگرل

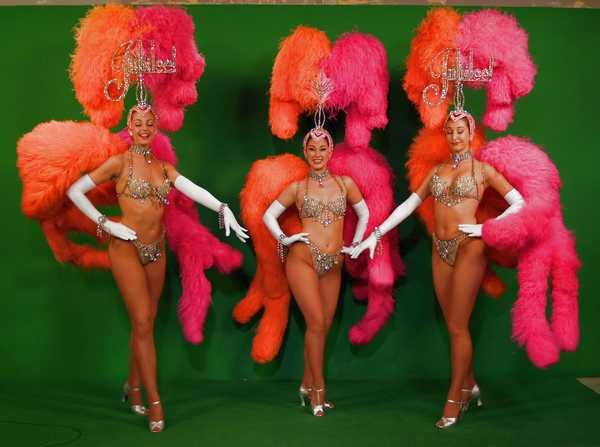
شوگرل‌های جوبیلی در لاس وگاس

شوگرل (انگلیسی: Showgirl) به هرگونه هنرمند مونثِ رقص یا نمایش گفته می‌شود که تأکید خاصی بر زیبایی ظاهری و اندام آنان وجود دارد (با پوشیدن لباس‌های بدن‌نما یا حتی بی‌بالاپوشی یا برهنگی).
شوگرل‌ها با موسیقی آمریکای لاتین و به‌ویژه رقص سامبا در ارتباط تنگاتنگ هستند.
از واژهٔ شوگرل گاهی نیز برای «مدل‌های تبلیغاتی» (بویژه در نمایشگاه‌های بین‌المللی خودرو یا بازرگانی) استفاده می‌شود.
سابقهٔ شوگرل‌ها به اواخر سال‌های ۱۸۰۰ میلادی و به کابارهها و سالن‌های رقص و موسیقی در پاریس (همچون مولن روژ، لیدو و فولی برژر) بازمی‌گردد.